# 济南绿地中心
济南绿地·普利中心是位于济南市市中区的一棟摩天大樓，总建筑面积约20万平方米，建筑高度301.2米，主塔楼地上60层，地下3层，裙房5层，2010年1月5日奠基，2013年7月1日封顶，2015年1月10日建成交付使用。建成后，绿地·普利中心分别取代188米的济南明珠国际商务港和249米的青岛国际金融中心成为济南市、山东省第一高楼。同时，绿地·普利中心也是山东省第一座建成投入使用的超过300米的建筑。

## 历史
- 2010年1月6日，济南绿地·普利中心奠基仪式在市中区普利门工地现场举行。[5]
- 2012年12月23日，济南绿地·普利中心建至第45层，高度达190.8米，超过188米的济南明珠国际商务港，成为济南第一高楼。[6]
- 2013年7月1日，济南绿地·普利中心主体结构封顶，超过249米的青岛国际金融中心，成为山东省第一高楼，同时也成为山东省第一座封顶的300米以上的建筑。[7]
- 2015年1月10日，济南绿地·普利中心正式交付使用，成为山东省第一座建成投入使用的300米以上的建筑。[3]

## 建设进度

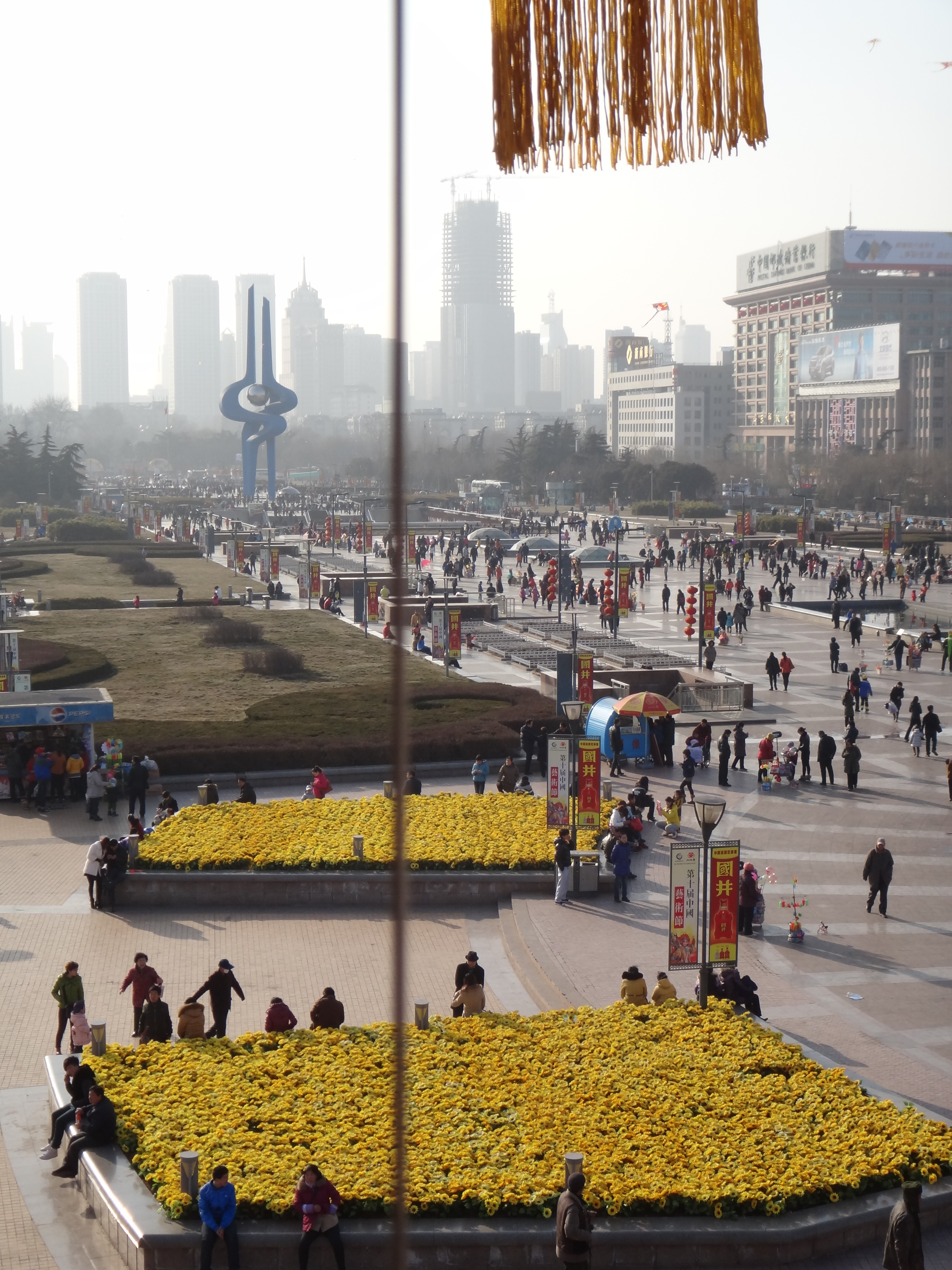
兴建中的济南绿地·普利中心（2013年2月22日）
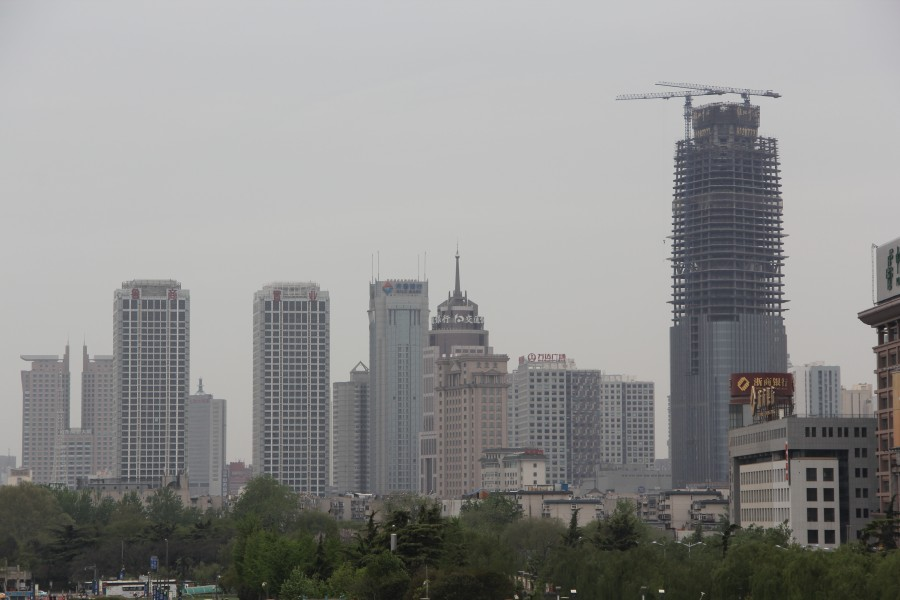
兴建中的济南绿地·普利中心（2013年4月19日）
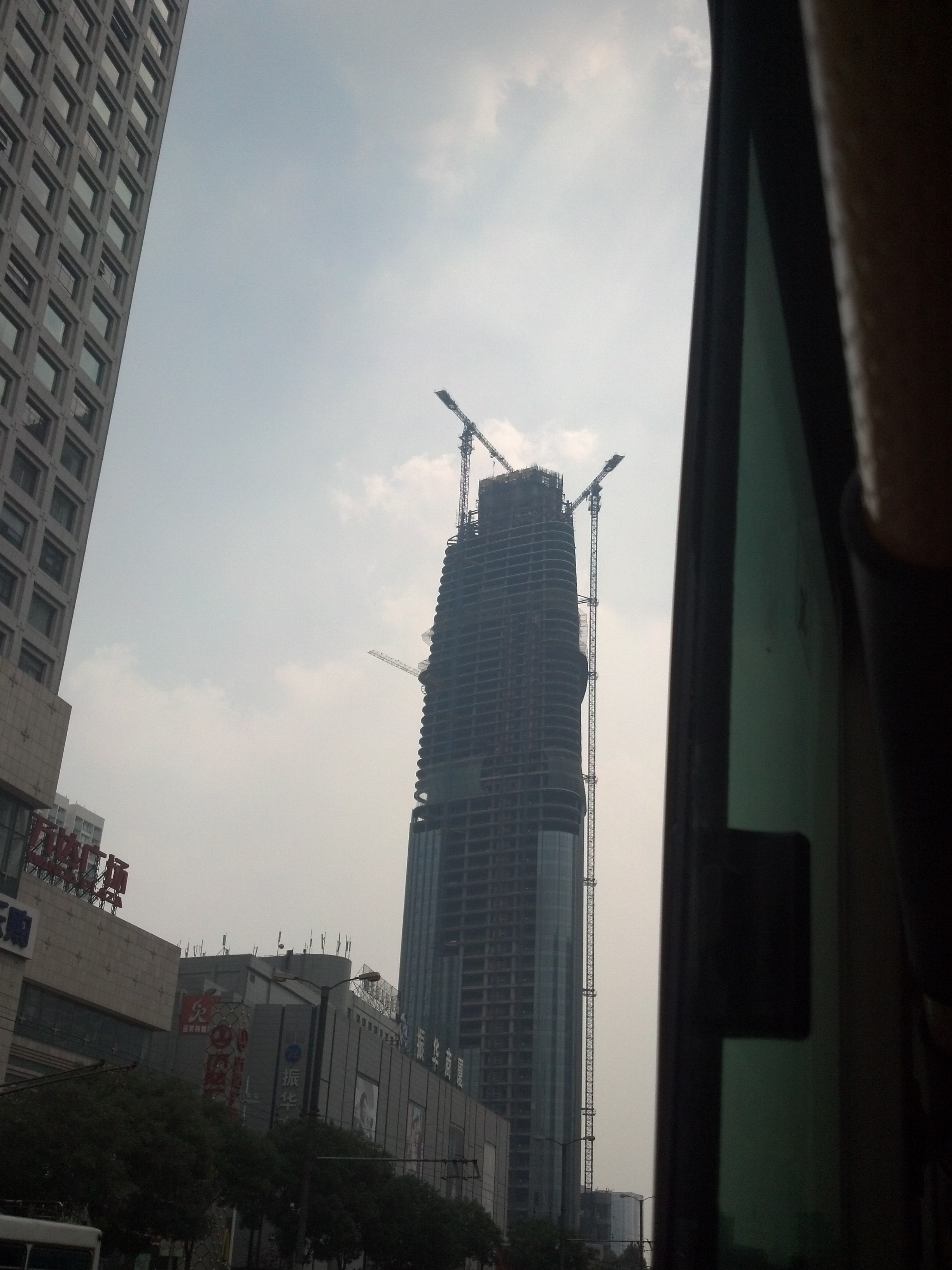
兴建中的济南绿地·普利中心（2013年7月6日）
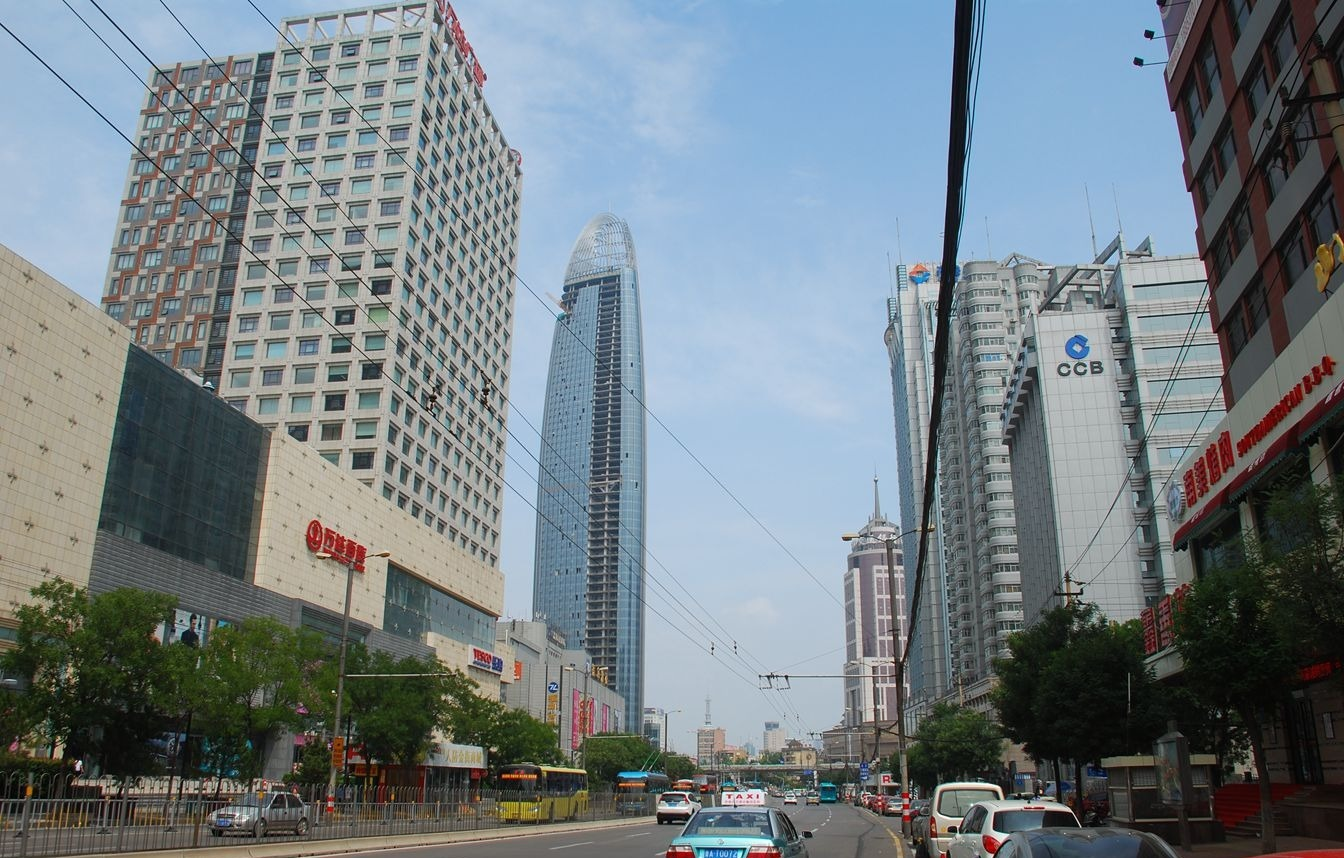
兴建中的济南绿地·普利中心（2014年7月30日）
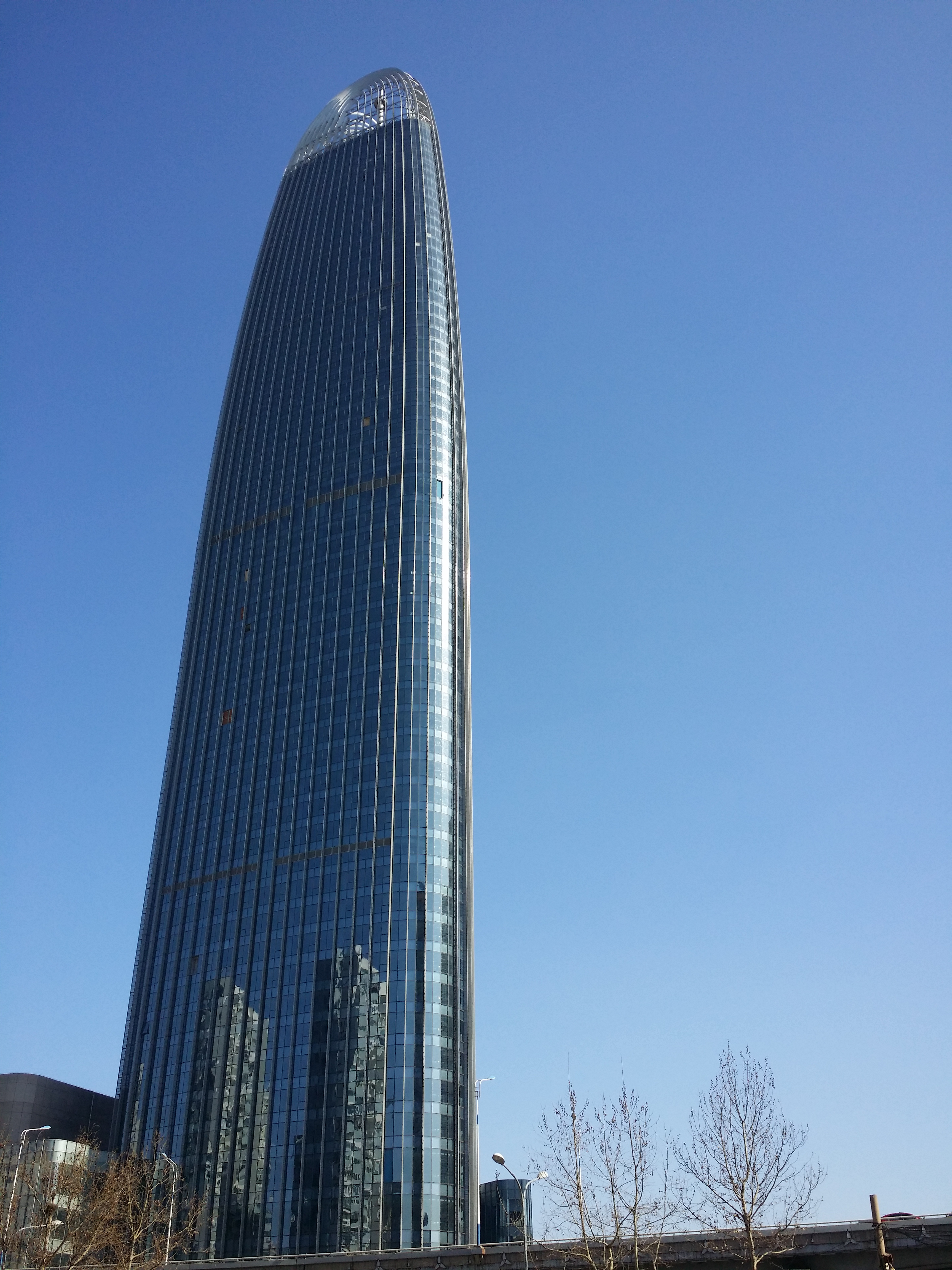
已竣工的济南绿地·普利中心（2015年1月30日）

## 轶事
本楼在顶部装饰物完工但玻璃幕墙尚余数层未完工时，造型被济南市民及网友认为酷似男性生殖器，进而引发大量讨论与争议，被市民戏称为“泉城之根”。

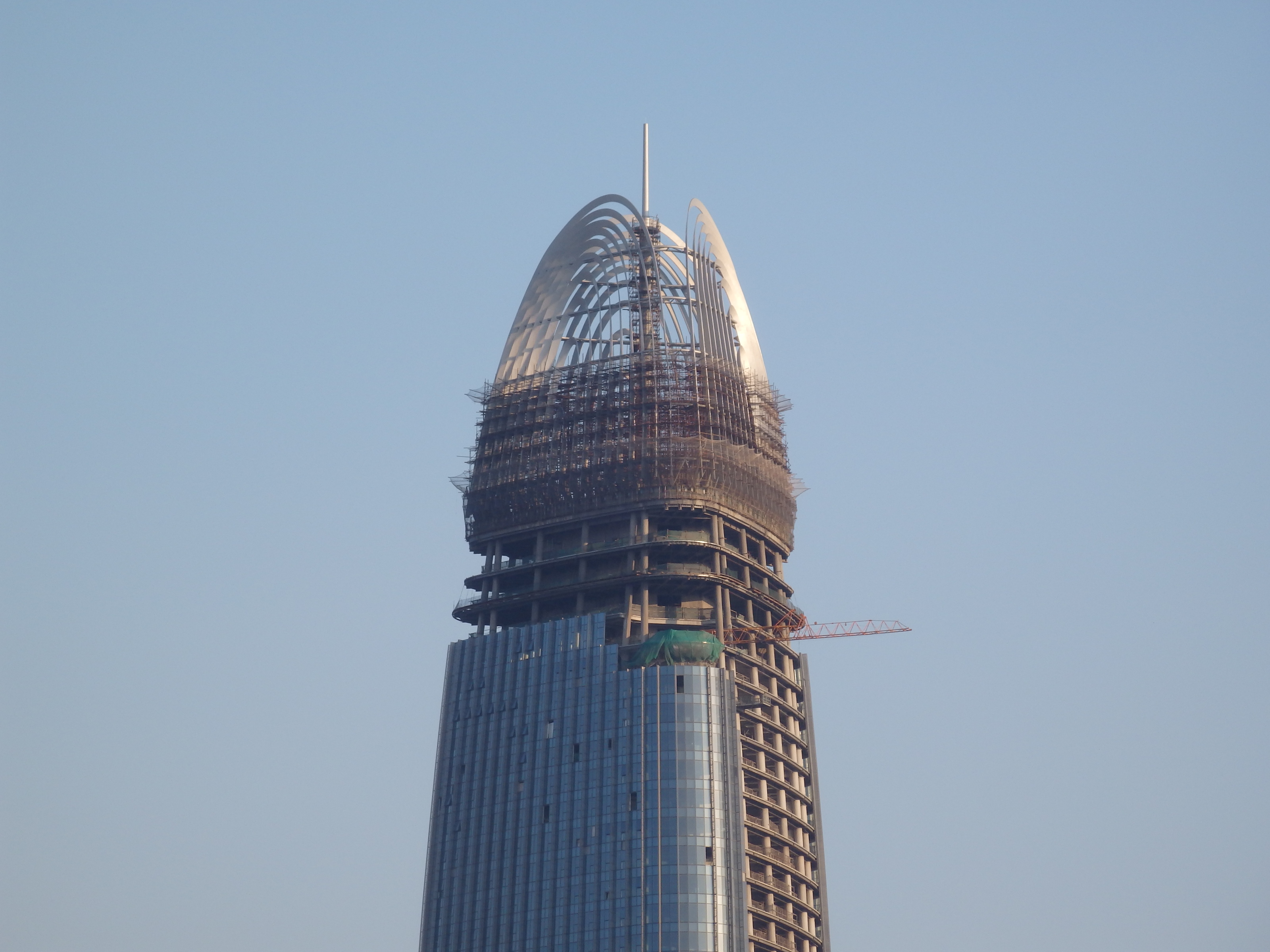
济南绿地·普利中心在建设时的顶部（2014年5月）
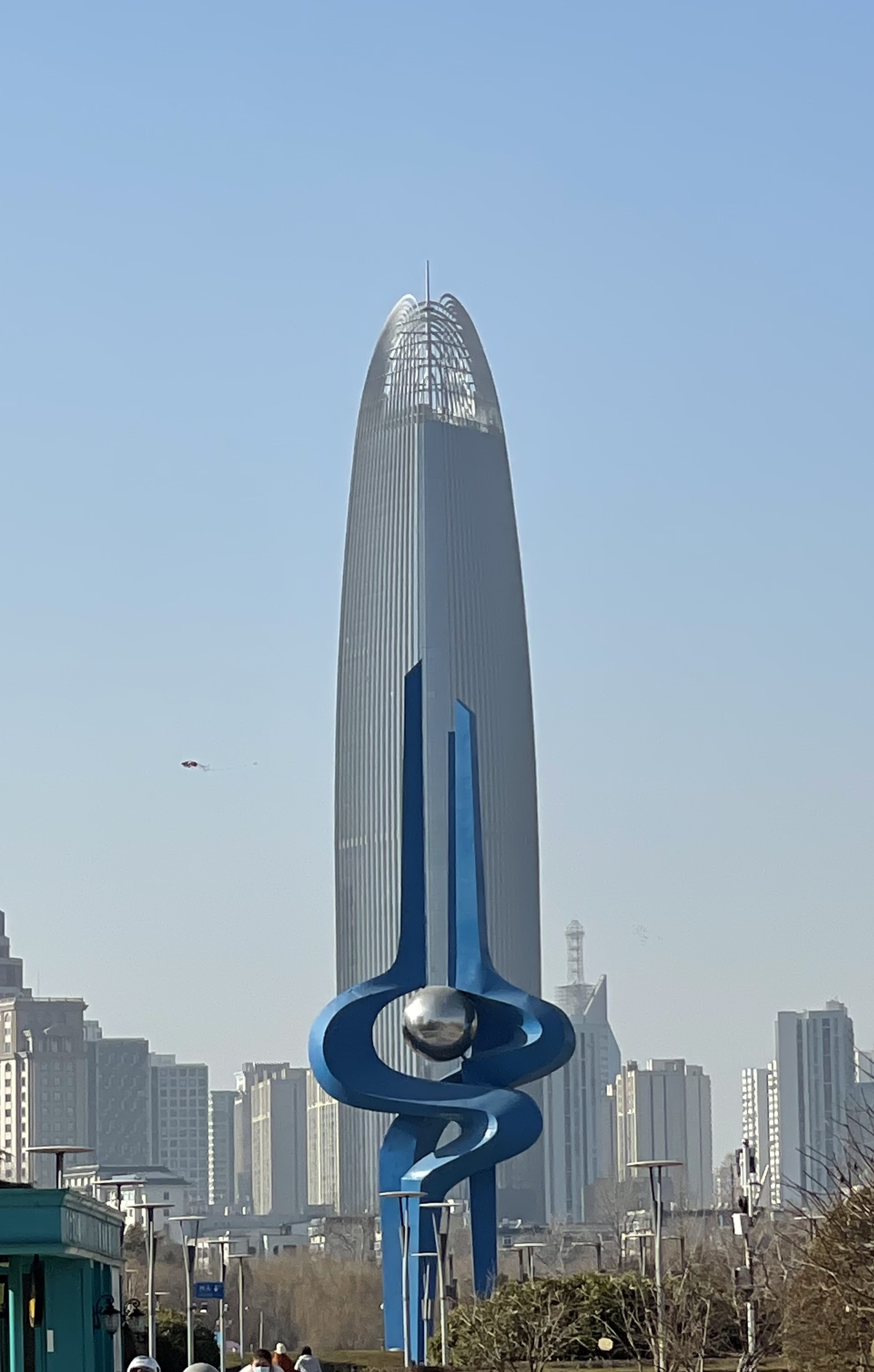
绿地中心与泉城广场的泉标